# Hirka, Bahciîsarai
Hirka (în ucraineană Гірка) este un sat în comuna Plodove din raionul Bahciîsarai, Republica Autonomă Crimeea, Ucraina.